# Katia Caré
Katia Caré, née au XXe siècle, est une médiéviste, professeure de musique médiévale, chanteuse et cheffe d'orchestre française. Fondatrice de l'Ensemble Perceval comme soliste, elle fonde en 1998 l'Ensemble Ligeriana, exclusivement féminin au départ et consacré à la reconstitution de chants médiévaux.
Avec Guy Robert et Marcel Pérès, elle occupe une place notable dans l'étude musicologique des chants du Moyen-Âge.

## Biographie
Katia Caré étudie d'abord la flûte à New York, puis retourne en France et rejoint le conservatoire de Versailles[source insuffisante]. En parallèle, elle suit des cours de chant avec Xavier le Maréchal[source insuffisante]. Elle enseigne ensuite elle-même en conservatoire et suit les cours de Marcel Pérès pour se former en lecture des notations musicales anciennes, avant de rejoindre l'Ensemble Perceval[source insuffisante].
En 1994, Caré se produit à la chapelle de la confrérie des Pénitents-Gris avec l'Ensemble Perceval et Guy Robert (1943-2020),. Elle est alors soliste de l'Ensemble, mais aussi musicologue et historienne. Elle devient également chargée de cours à l'université de Nantes et s'intéresse particulièrement aux reconstitutions historiques de la musique médiévale.
En 1998 ou en 2000, elle fonde l'Ensemble Ligeriana, dont le nom est un hommage pour le département, qui aurait soutenu le projet. Il se consacre d'abord à la polyphonie féminine médiévale, avant d'accueillir en son sein en 2008 des hommes aussi. En 2001, après avoir reconstitué le chant d'un manuscrit provenant de la chartreuse de Scala Dei, Caré se produit avec Ligeriana à l'abbaye Saint-Gildas de Rhuys,.
En 2002, elle participe avec l'Ensemble Perceval au festival musical de Namur. Plus tard cette même année, elle publie le deuxième album de Ligeriana, enregistré à l'abbaye de Fontevraud, et appelé Iberica, puisqu'il est une compilation de chants médiévaux de la péninsule Ibérique. Pour ce projet, un choeur uniquement féminin est nécessaire, étant donné que les moniales chantent entre femmes et ont donc des chants et traditions vocales spécifiques. Cette même année, Caré et Robert participent avec Perceval à des représentations de « Bela Domna, chants de femmes des XIIe et XIIIe siècles » à la chapelle Notre-Dame-des-Ardilliers de Saumur, où elle s'occupe du chant, du gemshorn et des percussions. Les deux artistes résident alors dans le saumurois,.
Ces représentations donnent naissance à un album, qui est publié l'année suivante. En 2004, Katia Caré publie un album de soliste, accompagnée seulement de Gisela Bellsola, pour une œuvre qui a pour thème général « l'abandon dans les chansons de femmes, trobairitz du pays d'Oc ou trouveresses de langue d'oïl ». En 2005, elle participe avec Ligeriana a des représentations à Rezé,. En 2007, avec Perceval, elle donne un concert sur le thème de la légende de Tristan et Iseut. De manière générale, elle entreprend de nombreuses tournées, qui sont saluées par la critique « pour l'interprétation légère et colorée de manuscrits rares ainsi que [son] intérêt documentaire et musical ».
En 2016, elle s'intéresse à la question des chants de pèlerinage avec Ligeriana[source secondaire nécessaire].

## Analyse
La musicologue Édith Weber décrit certaines de ses recherches et trouvailles pour l'album « Carmina Carolingiana » de Ligeriana :

« Soucieuse d’authenticité, Katia Caré s’est adressée à Christophe Tellart qui a prodigué à l’Ensemble de judicieux conseils linguistiques pour la prononciation du latin carolingien selon l’habitude germanique. Son Ensemble Ligeriana restitue avec bonheur ces redoutables carmina carolingiana dont l’interprétation a bénéficié de l’excellente acoustique de l’Abbaye Royale de Fontevraud avec des effets de résonance. Les interprètes s’imposent par l’homogénéité et la justesse vocales, leurs timbres et l’équilibre entre voix et instruments, ils ont le mérite d’avoir réalisé une belle Défense et Illustration du répertoire en usage lors de la « Renaissance carolingienne ». »

L'interprétation que Caré et Gisela Bellsola font de G chantar m'er de so qu'ieu non volria de Beatritz de Dia est créditée par Leah Stuttard comme la seule respectant le titre original de la chanson, comportant un G et non un A - dans un passage où elle revient sur le « médiévalisme ». 